# Can Ribera (Besalú)
Can Ribera és una obra amb elements gòtics de Besalú (Garrotxa) inclosa a l'Inventari del Patrimoni Arquitectònic de Catalunya.

## Descripció
El més visible d'aquest edifici, deixant a part el seu estat gairebé ruïnós pel que fa a la part exterior, és la seva façana, on es poden observar tres portes dovellades i dos finestrals gòtics que estan tapiats. La casa consta de planta baixa i dos pisos i també es poden observar al llarg de la façana dues cornises paral·leles a l'altura de les finestres gòtiques.

## Història
La construcció més antiga data de finals del segle xv però després, i sobretot en el seu interior, s'han fet reformes, algunes de les quals, com el tapiat de les finestres gòtiques, no han fet més que malmenar l'edifici.